# Zouheir Dhaouadi
Zouheir Dhaouadi (ar. زهير الذوادي, ur. 1 stycznia 1988 w Kairuanie) – tunezyjski piłkarz grający na pozycji bocznego pomocnika.

## Kariera klubowa
Dhaouadi pochodzi z miasta Kairuan i tam też rozpoczął karierę piłkarską w klubie JS Kairouan. W 2005 roku zadebiutował w jego barwach w rozgrywkach pierwszej ligi tunezyjskiej. W 2006 roku odszedł do innego pierwszoligowca, Club Africain Tunis. W 2008 roku wywalczył wraz z Club Africain swoje pierwsze w karierze mistrzostwo kraju oraz wygrał Puchar Mistrzów Afryki Północnej.
| Sezon   | Klub     | Kraj    | Rozgrywki | Mecze | Bramki | Rozgrywki Europy | Mecze | Bramki |
| ------- | -------- | ------- | --------- | ----- | ------ | ---------------- | ----- | ------ |
| 2006/07 | CA Tunis | Tunezja | T.Ligue 1 | 19    | 3      | -                | -     | -      |
| 2007/08 | CA Tunis | Tunezja | T.Ligue 1 | 21    | 4      | -                | -     | -      |
| 2008/09 | CA Tunis | Tunezja | T.Ligue 1 | 11    | 5      | -                | -     | -      |
| 2009/10 | CA Tunis | Tunezja | T.Ligue 1 | 19    | 2      | -                | -     | -      |
| 2010/11 | CA Tunis | Tunezja | T.Ligue 1 | 18    | 5      | -                | -     | -      |
| 2011/12 | CA Tunis | Tunezja | T.Ligue 1 | 13    | 2      | -                | -     | -      |
| 2012/13 | Evian TG | Francja | Ligue 1   | 8     | 1      | -                | -     | -      |
| 2012/13 | CA Tunis | Tunezja | T.Ligue 1 | 0     | 0      | -                | -     | -      |

Stan na: 22 stycznia 2013 r.

## Kariera reprezentacyjna
W reprezentacji Tunezji Dhaouadi zadebiutował w 2006 roku. W 2010 roku w Pucharze Narodów Afryki 2010 był podstawowym zawodnikiem Tunezji i zagrał w 3 meczach: z Zambią (1:1 i gol w 40. minucie), z Gabonem (0:0) i z Kamerunem (2:2).